# Biserica Cuvioasa Parascheva din Groaveri
Biserica „Cuvioasa Parascheva” din Brașov, cunoscută și sub numele de „Biserica Groaveri”, este o biserică ortodoxă din municipiul Brașov.  Biserica și cimitirul în care se găsesc mormintele unor personalități ale Brașovului (precum mormântul lui Andrei  Mureșanu - cod LMI BV-IV-m-B-11889 și mormântul lui Virgil Onițiu - cod LMI BV-IV-m-B-11888) se află la marginea Cetății, unde începe să urce drumul spre Tâmpa.

## Istoric
Biserica fost construită inițial cu destinația de capelă pentru cimitir, între anii 1874–1876, pe locul unde fusese poligonul de tragere al vânătorilor.
Astfel, capela a servit temporar ca lăcaș de închinare pentru românii ortodocși din Cetate până în anul 1896, când a fost inaugurată  biserica „Adormirea Maicii Domnului” din Piața Sfatului, moment din care ea a redevenit capelă pentru serviciile religioase de înmormântare.
Din 1919 până în 1946 capela a fost destinată serviciilor religioase ale Garnizoanei militare din Brașov, aici slujind preoți militari.
În anul 1946 s-a desființat clerul militar și capela a revenit din nou la serviciile slujbelor de înmormântare până în 1954 când, prin ordinul Mitropoliei Ardealului, capela din Groaveri a fost declarată „biserică parohială”, fiind resfințită în anul 1973.

## Arhitectura
Biserica a fost construită din piatră și cărămidă, în formă de cruce și cu elemente orientale și mozaic în exterior, după modelul bisericii ortodoxe din Viena. 
Biserica are 18 m lungime, 6 m lățime și 12 m înălțime. Tavanul este boltit, având cupola centrală de forma octogonală cu 16 ferestre, iar zidurile laterale sunt prevăzute cu alte 3 ferestre mari cu vitralii. Acoperișul este prevăzut cu 10 turnulețe și o clopotniță cu 2 clopote.

## Pictura
Biserica a fost pictată în frescă între anii 1969-1973 de către pictorii Iosif Vasu și Vasile Niculescu (care a pictat altarul și noul iconostas). Pictura a fost restaurată de pictorul Victor Ionescu în anul 2007.

## Cimitirul
În cimitirul care înconjoară biserica se găsesc mormintele unor personalități ale Brașovului, printre care:
- poetul Andrei Mureșanu (1816-1863), autorul versurilor imnului național Deșteaptă-te, române!
- Virgil Onițiu (1864-1915), director al Școalelor centrale române greco-ortodoxe din Brașov, membru corespondent al Academiei Române
- Andrei Bârseanu (1858-1922), lingvist și folclorist, președinte al despărțământului Astra, membru al Academiei Române
- pictorul Mișu Popp (1827-1892)
- compozitorul Iacob Mureșianu (1857-1917)
- Sextil Pușcariu (1877-1948), lingvist și istoric literar, membru al Academiei Române
- Constantin Lacea (1875-1950), lingvist și filolog, cărturar și traducător român, membru de onoare al Academiei Române
- Ioan Alexandru Lapedatu (1844-1878), poet, prozator și publicist
- dr. Gheorghe Baiulescu (1855-1935), primul primar român al Brașovului.
- Iosif Blaga (1864-1937), director al Școalelor centrale române greco-ortodoxe din Brașov, publicist, teolog, deputat în Marea Adunare Națională de la Alba Iulia

De ziua Sfântului Andrei, la mormântul lui Andrei Mureșanu elevii gimnaziului românesc depuneau flori cu panglici tricolore, chiar și în perioada când acest lucru era interzis de autorități.

## Galerie de imagini

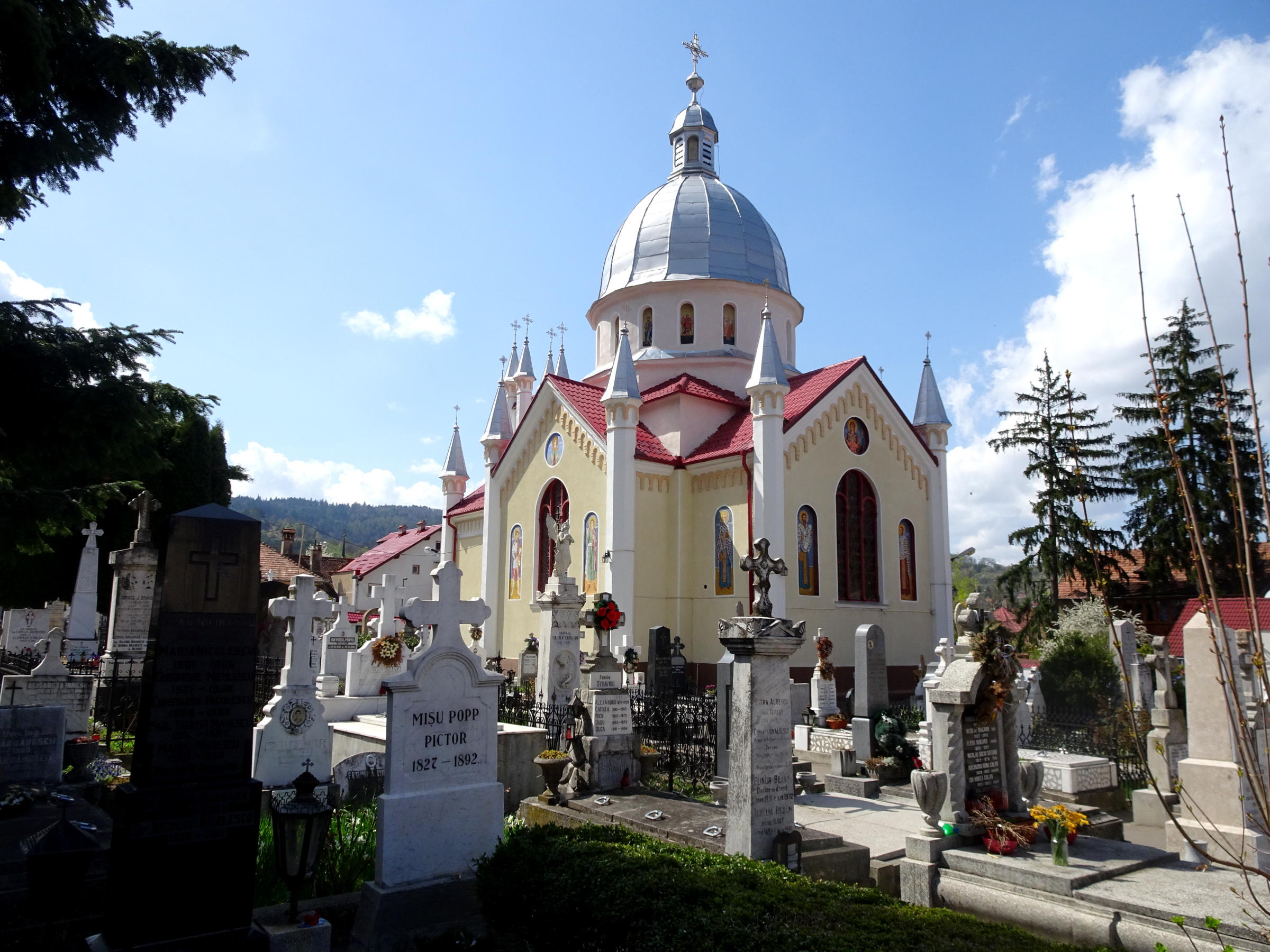
Biserica „Cuvioasa Parascheva”
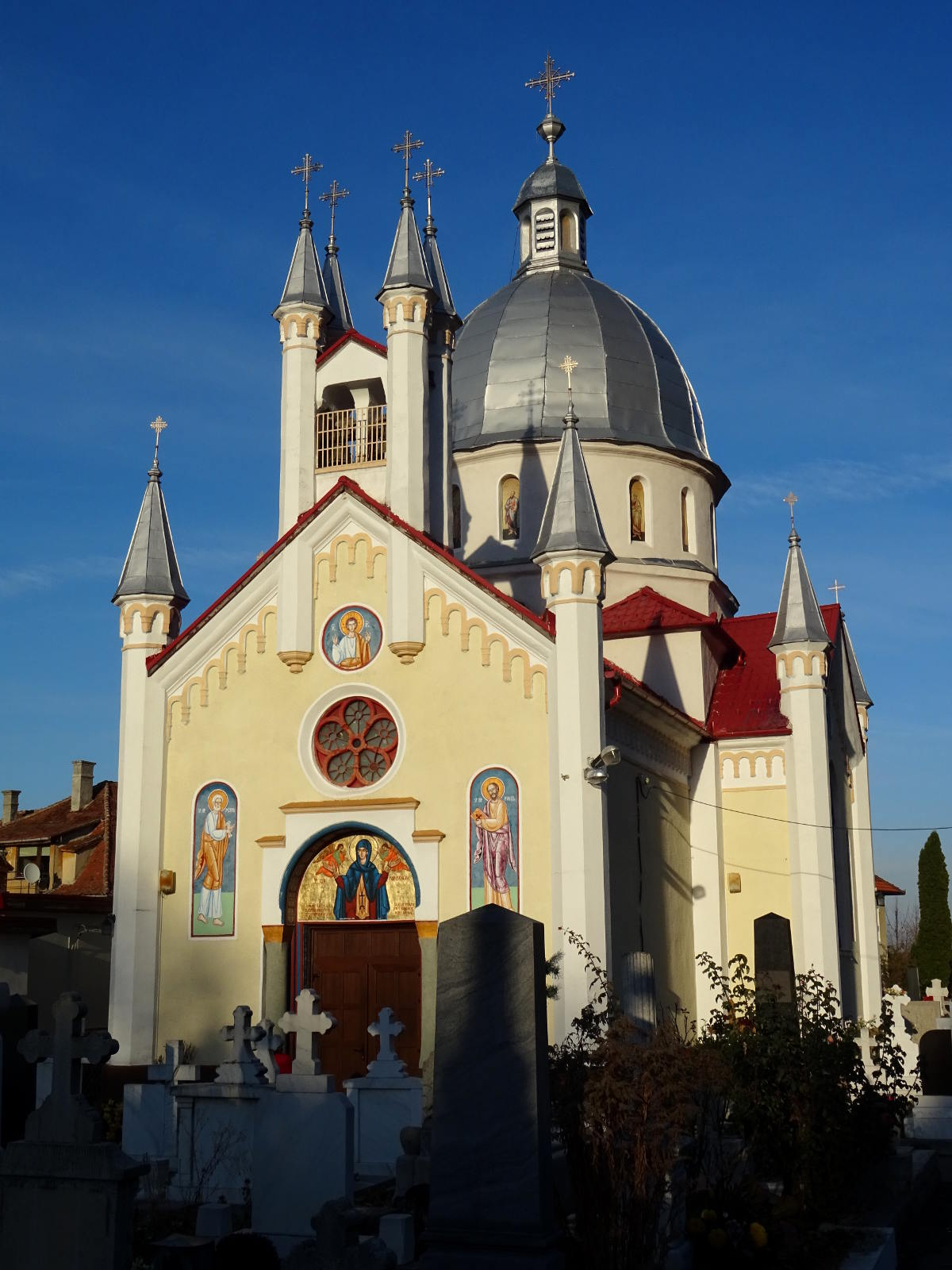
Latura de sud-vest a bisericii
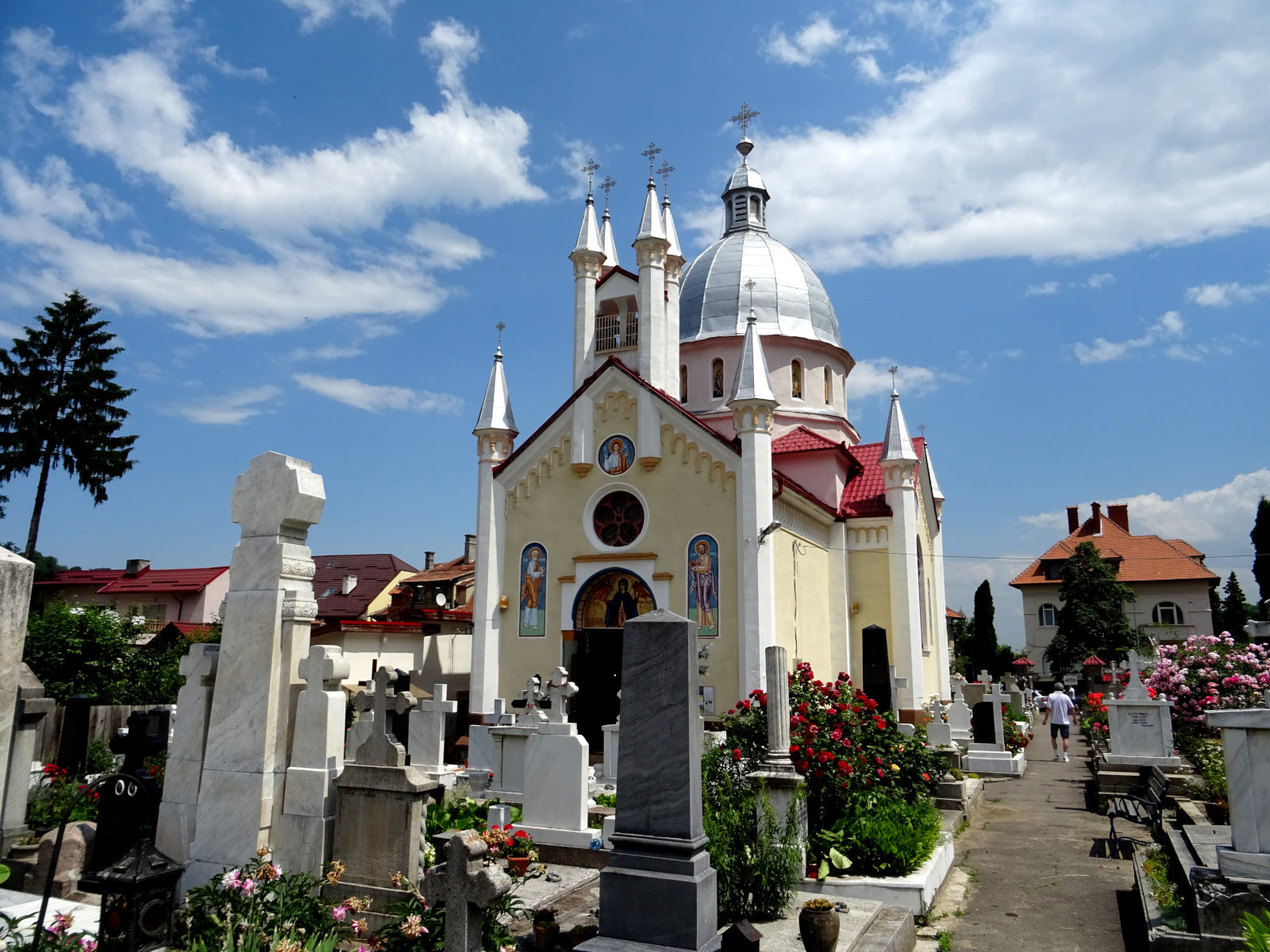
Biserica și cimitirul din Groaveri
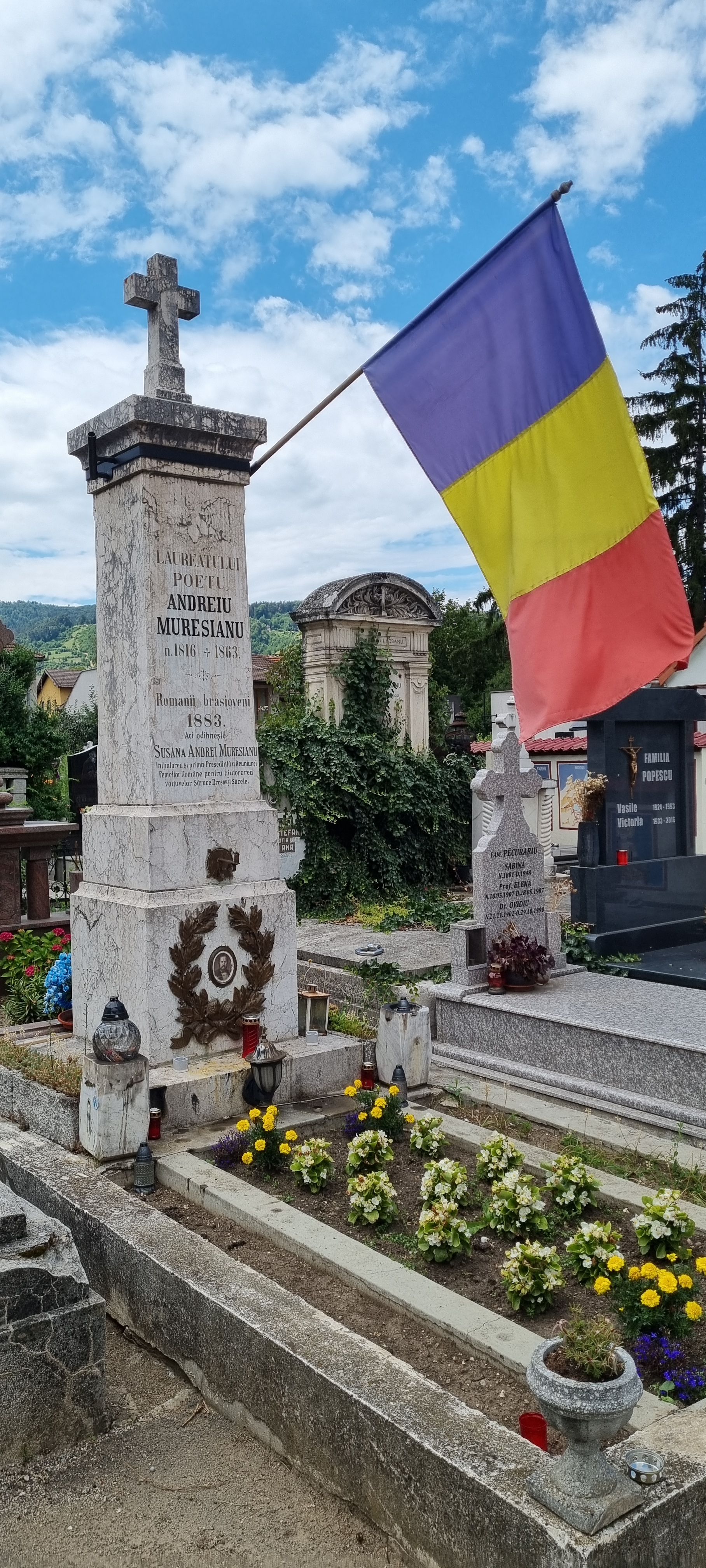
Mormântul lui Andrei Mureșanu
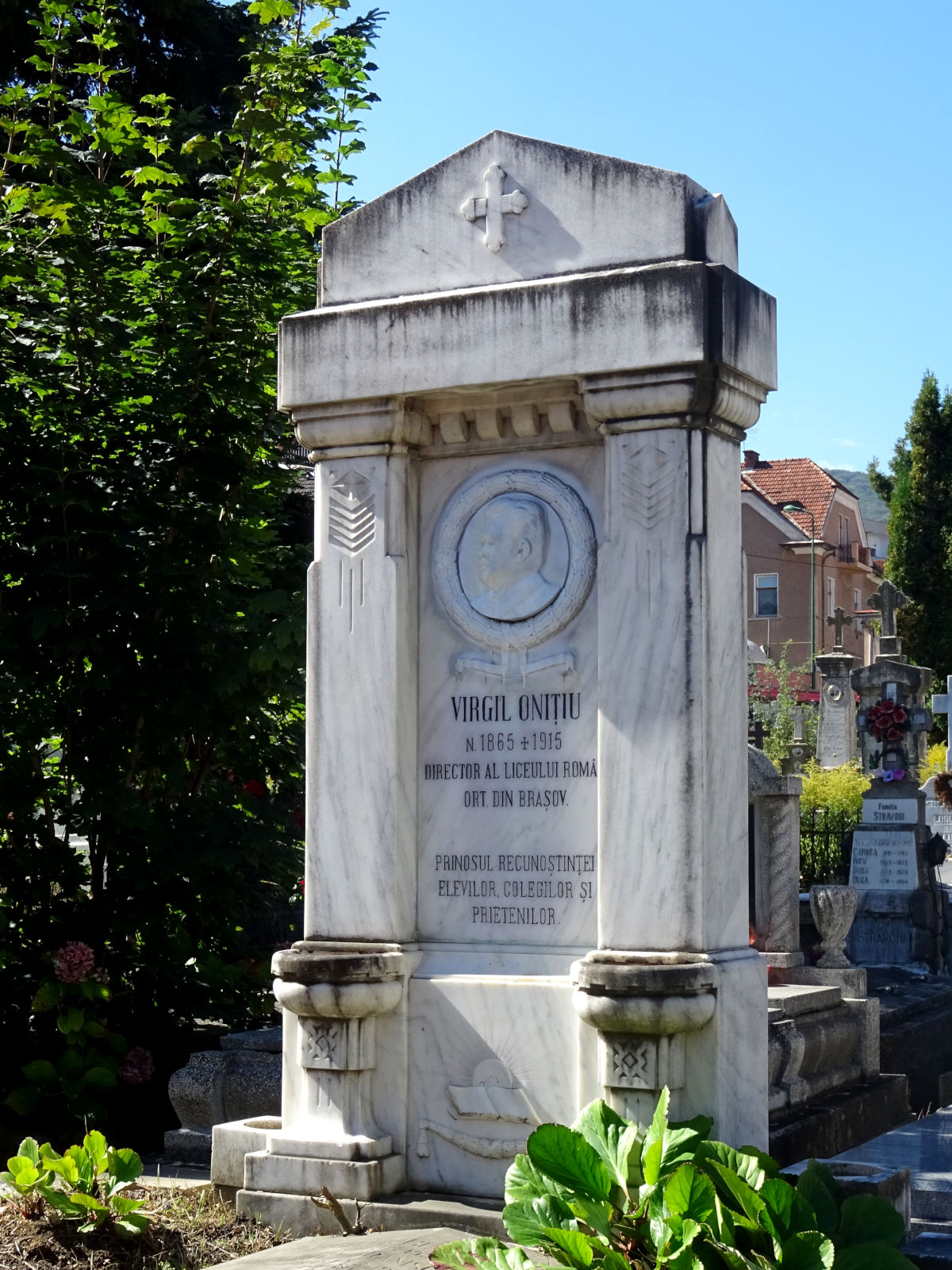
Mormântul lui Virgil Oniţiu
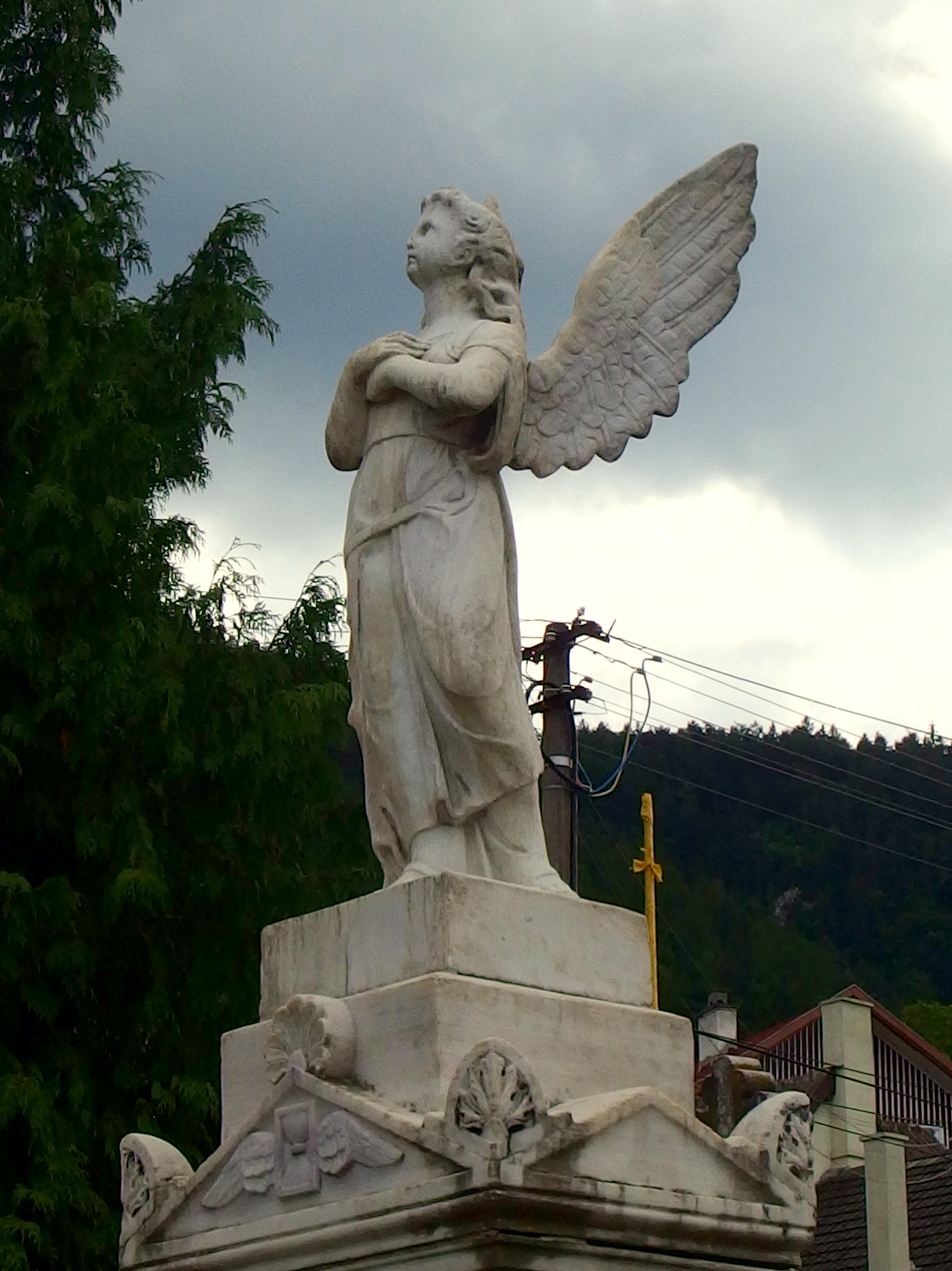
Detaliu din cimitir